# تعلم مدى الحياة

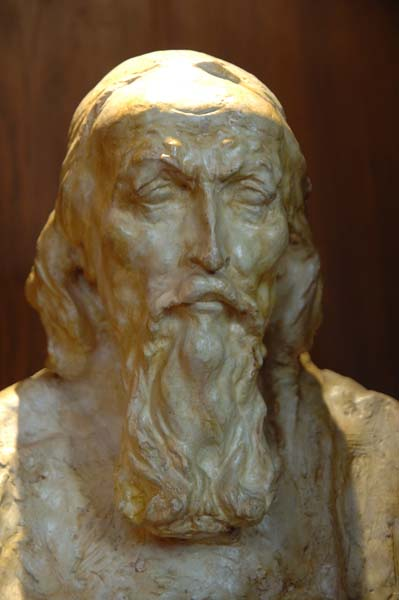

التعلم مدى الحياة هي تحصيل العلم مدى وعرض الحياة بدافع ذاتي لأسباب شخصية أو مهنية. ويعتمد هذا المبدأ على فكرة أن التعلم غير محدد في فترة الصغر أو في غرفة الدراسة بل يتعداها إلى كل مراحل العمر وفي أي مكان. وفي خلال الخمسين سنة المنصرمة، أحدث التطور العلمي تغيير في مفهوم التعلم ولم يعد تحصيل المعرفة مرتبط في مكان وزمان محدد (أي الصف الدراسي) أن تكبير المعرفة لم يعد محصور في مكان وزمان معين (أي مكان العمل)
وأثبت هذا المبدأ فعاليته في اشراك المواطنين في نمو المجتمع والتطور الشخصي

## التعريف
من قاموس هاربر كولينز: (العلوم الاجتماعية / تربية) التعلم المستمر مدى الحياة هو حكم أو استخدام فرص التعلم الرسمية وغيرالرسمية طوال حياة الناس من أجل تعزيز التطوير والتحسين المستمر للمعارف والمهارات اللازمة للعمل وتحقيق الذات. تتشاطر دلالات مختلطة مع المفاهيم التربوية الأخرى، مثل تعليم الكبار والتدريب والتعليم المستمر والتعليم الدائم وغيرها من المصطلحات التي تتعلق بالتعلم خارج النظام التعليمي الرسمي. قد تعلم في السياق الأفريقي مدى الحياة تشير إلى اكتساب الفرد المستمر للمعارف والمهارات عبر الزمن والقدرة على نقلها إلى الآخرين بطريقة غير مفهومة. القدرة على تمرير هذه المعرفة والمهارات من شخص لآخر مهم جدا لأنها تحافظ على دورة التعلم وتجعله مدى الحياة.

## اقتصاد التعلم
إن قوانين التعلم لمدى الحياة هي قوانين وضعتها الحكومات الأجنبية لمواجهة التغيرات على المستوى العالمي. ومن أهم هذه التغيرات هو التحول من السوق الصناعي إلى سوق الخدمات، ونشوء اقتصاد المعرفة وانحسار المؤسسات التقليدية.
ولاحظ الباحثون أن التعليم الرسمي والتقليدي والذي يتركز على التعلم في السنوات المبكرة من حياة الفرد لم يعد كاف لتوفير حياة كريمة على مدى حياته.
ذكر كريستوفر داي أن من مسؤوليات المدرسين الجديدة الغرز في ذهن طلابهم قيم التعلم مدى الحياة منذ الصغر كما أن عليهم، أي المدرسين، ممارسة التعلم مدى الحياة لتطوير أنفسهم.
التعلم مدى الحياة هو استمرار بناء المهارات والمعارف طوال حياة الفرد. يحدث ذلك من خلال التجارب التي تمت مواجهتها في مجرى حياته. هذه التجارب يمكن أن تكون رسمية (التدريب والاستشارات والتدريس، الإرشاد، التدريب المهني، والتعليم العالي، الخ) أو غير الرسمية (التجارب والحالات، وما إلى ذلك). التعلم مدى الحياة، والمعروف أيضا باسم LLL، هو «مدى الحياة، والطوعية ودوافع ذاتية» السعي للمعرفة من أجل إما لأسباب شخصية أو مهنية. على هذا النحو، لأنه لا يعزز الاندماج الاجتماعي، والمواطنة النشطة وتنمية الشخصية، ولكن أيضا القدرة التنافسية وفرص العمل.

### مرحلة التعلم مدى الحياة
التعلم مدى الحياة يعني التعليم الناتج عن دمج التعليم النظامي وغير النظامي، وغير الرسمية، وذلك لخلق القدرة على التطوير المستمر مدى الحياة من نوعية الحياة. التعلم هو ذلك جزء من الحياة التي تجري في جميع الأوقات وفي جميع الأماكن. بل هو عملية مستمرة مدى الحياة، ويجري منذ الولادة وحتى نهاية حياتنا، ابتداء من التعلم من الأسر والمجتمعات المحلية والمدارس والمؤسسات الدينية وأماكن العمل، وما إلى ذلك. تصور المجتمع الأفريقي التقليدي التعلم مدى الحياة من قبل أدوار التي كان من المتوقع تواجدها في المجتمع من الشباب والأطفال والكبار. اليوم مع تغييرات أقل تحديدا في أدوار الحياة هناك حاجة لإستراتيجيات جديدة لتحفيز التعلم مدى الحياة.

#### منذ الميلاد إلى-5 سنوات
خلال هذه الفئة العمرية يحدث كثير من التعلم وتقدم رؤية مهمة جدا في التعلم، وكأساس لمستقبل عادات وحيل التعلم. وربما هذا هو العمر الذي يحدث به أكبر قدر من التعليم الرسمي فالأطفال يقلدون كل شيء تقريبا من الآباء والأقران وبيئتهم. علماء النفس مثل فرويد وعلماء النفس السلوكي آخرين أيضا أظهروا أهمية التعلم في مرحلة الطفولة وبالنسبة لهم هذه المرحلة تؤثر على جميع قدرات التعلم الأخرى في وقت لاحق في الحياة. اليوم في أجزاء من أفريقيا وبعض أنحاء العالم يبدأ الأطفال المدرسة في وقت مبكر من العمر، وهذا يخلق أيضا قاعدة لتقدير التعلم النظامي والمؤسسي.

#### التعلم في الفئة العمرية من سن 6 إلى 24
التعلم في الفئة العمرية من سن 6-24 يأخذ في المقام الأول مكانا في المؤسسات التعليمية، من المستويات الابتدائية والثانوية التعليم العالي. يمكن للحياة الأسرية، والمنظمات الاجتماعية والمؤسسات الدينية، ووسائل الإعلام أيضا أن تلعب دورا في التعلم النظامي وغير النظامي خلال هذا الوقت. الهدف من التعلم في هذه الفترة هو التنمية الشاملة للمتعلمين في أربعة جوانب، وهي: الفكرية والقدرات الاجتماعية، والنمو العاطفي والعقلي.

#### التعلم في الفئة العمرية من سن 25 إلى 60
التعلم أثناء العمل في الفئة العمرية 25-60 يمكن أن تتعلم بشكل غير رسمي من خلال استخدام الوسائل التعليمية، أماكن العمل، الزملاء، ووسائط الإعلام وتكنولوجيا المعلومات، والبيئة والطبيعة. الكبار يتعملون من التجارب وحل المشكلة. انهم بحاجة لذلك التطوير المستمر للقدرة، والفكر والنزاهة.

#### التعلم فوق سن ال 60
في هذا العمر الكبير قد يسعى الناس لطلب العلم من أجل العلم فقط. ويمكن وصف هذا بال autoandragogy، من التربية: البالغ الذي يعلم ذاته. قد يؤدي التحدي المتمثل في طلب العلم والتدريس إلى الشعور بالفخر والإنجاز ويساعد في الحفاظ على احترام الذات. وهذا يمكن أن يعزز من خلال تقديم معرفتهم الجديدة في خدمة مجتمعهم المحلي وبالتالي مواصلة تقديم مساهمات قيمة للمجتمع.
كبار السن يمكن أن يتعلموا الكثير من الأنشطة المناسبة لسنهم مثل الفن والموسيقى والرياضة والحرف اليدوية. والمسنين كانوا يحظون باحترام كبير في المجتمع التايلاندي، لأنهم قادرين على البحث عن المعرفة وتوفير الدعم الفكري للمجتمعات المحلية. يمكنهم أيضا القيام بعمل تطوعي في مؤسسات المجتمع، والنوادي والجمعيات. مثل هذا العمل يجعل لحياتهم معنى، وكذلك جلب منافع للمجتمع.

## تاريخ التعلم مدى الحياة في التعليم في الولايات المتحدة
حتى منتصف القرن الثامن عشر ركز التعليم العالي على تثقيف الشباب في المناهج التقليدية والكلاسيكية. في منتصف القرن 19، استخدمت أوروبا والولايات المتحدة أفضل التكنولوجيا في هذا الوقت نظام البريد لفتح فرص التعليم للناس الذين يريدون تعلم، ولكن لم يتمكنوا من حضور المدارس التقليدية. معظم الطلاب الذين استفادوا من مثل هذه المراسلات هم ذوي الإعاقات الجسدية والنساء الذين لم يسمح لهم بالتسجيل في المؤسسات التعليمية المفتوحة للرجال فقط، والناس الذين لديهم وظائف خلال ساعات الدراسة العادية، وأولئك الذين يعيشون في المناطق النائية حيث لا يوجد مدارس.
بحلول نهاية هذا القرن كان هناك عدد من الحركات المؤسسية حيوية يبدو ظهرت ووسعت نطاق التعليم التقليدي، وعدد المتعلمين المستفيدين. نمت الكليات والجامعات في تبني الموضوعات الفنية والعلمية، والتعليم المهني وتطبيقات بحث المشكلات وحلها من خلال دورات دراسية بالمراسلة والتعليم المستمر. ازدهر التعليم والتدريب والتطوير المهني لعيش حياة طيبة وجيدة ولكسب العيش في الكليات والجامعات العامة. نمت كليات المجتمع وأصبحوا يقدمون التعليم التقليدي وتعليم الكبار.
العديد من مؤسسات القطاع الخاص، لا سيما في المناطق الحضرية أو المدن الكبرى أدخلت تعليم الكبار لخدمة السكان. ومن أجل الربح اتجهت المدارس والجامعات بقوة إلى سوق التعلم التقليدي وتعليم الكبار. إدخال تكنولوجيات جديدة وإدخال الإنترنت والتعلم الإلكتروني، جعل الأمر أسهل لخدمة المتعلمين الكبار.منظمات التعليم المستمر والتعليم عن بعد تتبني تكنولوجيات وعمليات مرنة لدعم الاحتياجات المتنوعة للمتعلمين الكبار.
بحلول نهاية القرن 20، كان معظم الجامعات الكبرى تتوسع في التعلم التقليدي، وتعليم الكبار، والتعليم المستمر، وخبرات التعليم التنفيذي. وعرضت برامج جديدة للتعليم من خلال مجموعة من الآليات التنظيمية: وحدات شعبة الإرشاد وتعليم الكبار والتعليم المستمر والمدارس الدراسة الفنية، وبرامج التعليم التنفيذي ووحدات التعلم عن بعد. نشر تنوع هذه البرامج وعملياتها الفريدة منظمات جديدة داخل المؤسسة التقليدية.
عمليات جديدة متقدمة للتعليم وآليات الدعم المتعلم لتلبية احتياجات السوق الديناميكي للمتعلمين الكبار.
بدأ في أوائل القرن ال21 عصر العولمة مع استمرار مؤسسات التعليم المحلية توسعها داخل وخارج أميركا الشمالية، في محاولة لتلبية الطلب المتزايد على السوق. وقد سهلت انهيار الحدود الجغرافية على حد سواء المنافسة المحلية والعالمية. الكساد الاقتصادي وتنافس القوى العاملة أدى إلى زيادة كبيرة في احتياجات ومطالب المتعلمين لإعادة تنظيم قدراتهم واكتساب كفاءات جديدة وتوحيد المعرفة في الاقتصاد الجديد الناشئ لتجنب تسريحهم. في الوقت نفسه القادة داخل كليات التربية التقليدية، والمؤسسات والجامعات، يسعون بقوة إلى مصادر جديدة للإيرادات لمواجهة النقص في الميزانية الحالية الاتحادية والمحلية.
وقد خلقت البيئة الاقتصادية إلى جانب الانخفاض في تمويل المؤسسة التقليدية عاصفة من الفرص للمنظمات البارعة في تقييم وخلق وتوفير برامج تعليمية جديدة. وقد تعرفت تلك المؤسسات مع التطورات التاريخية والتوسع في تعليم الكبار والتعليم المستمر والتعليم التنفيذي على قدرة فطرية لتلبية الاحتياجات المتنوعة لمتعلم اليوم.

## التعلم مدى الحياة في أوروبا
ويمكن تتبع أحد الاستخدامات الأولى لمصطلح التعليم مدى الحياة إلى Yeaxlee، على الرغم من أنها كانت *منظمة الأمم المتحدة للتربية والعلم والثقافة (اليونسكو) خلال الستينات والسبعينات التي أشاعت المفهوم على انه وسيلة لربط مختلف مراحل التعليم النظامي وربطها مع التعلم غير النظامي.
وكان ينظر إليها على انها وسيلة للسعى وراء توسيع مفهوم التعليم وتعزيز التعليم للجميع، وفي الوقت نفسه تعزيز التعليم بالنسبة لكل من التنمية الاجتماعية والنمو الاقتصادي منشورين أساسيين من الوقت لليونسكو نشر التعلم لتكون فور والتعليم مدى الحياة وإتوري Gelpi والعلاقات الدولية.
في الوقت نفسه شجعت منظمة التعاون والتنمية الفرنسية منظمة التعاون الاقتصادي والتنمية مفهوم التعليم المتكرر، وتحديدا لدعم النمو الاقتصادي وتحسين مهارات العاملين في أوروبا. بلغ هذا التركيز على عزم جديد بحلول عام 1996، من خلال تقرير جاك ديلور "تعلم الكنز المكنون، والسنة التي عينت نفسها على أنها السنة أوروبية للتعليم مدى الحياة. لجعل الرأي العام الأوروبي يدرك أهمية التعلم مدى الحياة، وإلى تعزيز تعاون أفضل بين التعليم والتدريب وهياكل مجتمع الأعمال، ولا سيما المشاريع الصغيرة والمتوسطة الحجم، للمساعدة على اقامة منطقة الأوروبية للتعليم والتدريب من خلال الأكاديمية والاعتراف بالمؤهلات المهنية داخل الاتحاد الأوروبي، والتشديد على المساهمة التي قدمها التعليم والتدريب من أجل المساواة في الفرص.
اليوم في القرن ال21، ونحن نجد أنفسنا بإعلان الأهمية العالمية للتعلم مدى الحياة. وقد أنتجت نتائج العولمةوالعمليات التي تجعل من تعلم مهارات وكفاءات جديدة ذات أهمية قصوى التعلم مدى الحياة وبالتالي حول: + اكتساب وتحديث كافة أنواع القدرات والمعارف والمصالح والمؤهلات، من سنوات ما قبل الدراسة إلى التقاعد. أنه يشجع على تنمية المعارف والكفاءات التي من شأنها تمكين كل مواطن من التكيف مع المجتمع القائم على المعرفة، والمشاركة بنشاط في جميع مجالات الحياة الاجتماعية والاقتصادية، واتخاذ المزيد من السيطرة على مستقبله أو مستقبلها. + تقييم جميع أشكال التعلم، بما في ذلك: التعليم الرسمي، مثل دورة متبعة في الجامعة، التعليم غير الرسمي، مثل المهارات المهنية المكتسبة في مكان العمل، والتعلم غير الرسمي، مثل التعلم بين الأجيال، على سبيل المثال حيث يتعلم الآباء لاستخدام تكنولوجيا المعلومات والاتصالات من خلال أبنائهم، أو لتعلم كيفية العزف على آلة موسيقية مع الأصدقاء.
المفوضية الأوروبية تحدد أن فرص التعلم ينبغي أن تكون متاحة لجميع المواطنين على أساس مستمر. عمليا هذا يعني أنه ينبغي أن يكون لكل المواطنين مسارات تعلم فردية، ومناسبة لاحتياجاتهم ومصالحهم في جميع مراحل حياتهم. محتوى التعلم، والطريقة التي يتم الوصول بها إلى العلم، وأين يحدث يمكن أن تختلف تبعا لمتطلبات المتعلم والتعلم.
التعلم مدى الحياة، هو أيضا عن توفير فرصة ثانية لتحديث المهارات الأساسية وتوفير فرص التعلم عند مستويات أكثر تقدما. كل هذا يعني أن الأنظمة الرسمية للتوفير بحاجة إلى أن تصبح أكثر انفتاحا ومرونة، بحيث يمكن حقا أن تكون هذه الفرص وفقا لاحتياجات المتعلم، أو قدرة المتعلم حقا.
«متماسكة وشاملة إستراتيجيات التعلم مدى الحياة: كتل البناء» ما هي الأدوات التي يمكن أن تدمج أفضل بيئات التعلم والانفتاح لوصول جميع المواطنين الأوروبيين إلى نوعية جيدة من فرص التعلم المناسبة لاحتياجاتهم في أي وقت من الحياة؟
حددت المشاورة التي أعقبت Memoran - دمدم على التعلم مدى الحياة ستة عناصر أساسية لإستراتيجيات متماسكة وشاملة للتعلم لمدى الحياة: + الشراكة العاملة، ليس فقط بين مستويات صنع القرار (مثل الوطنية والإقليمية والمحلية)، ولكن أيضا بين السلطات العامة ومقدمي خدمات التعليم (المدارس، الجامعات، الخ)، وقطاع الأعمال والشركاء الاجتماعيين والجمعيات المحلية، وخدمات التوجيه المهني ومراكز البحوث وغيرها + النظر في الطلب على التعلم في مجتمع قائم على المعرفة والتي سوف تستتبع إعادة تعريف المهارات الأساسية، وتشمل على سبيل المثال الجديدة المعلومات وتكنولوجيا الاتصالات الجديدة. وينبغي أن تأخذ في تحليلات المنظور حساب اتجاهات سوق العمل. + الموارد الكافية، التي تنطوي على زيادة كبيرة في الاستثمارات العامة والخاصة في التعلم. هذا لا يعني فقط زيادة كبيرة في الميزانيات العامة، ولكن أيضا ضمان التوزيع الفعال للموارد المتاحة، وتشجيع أشكال جديدة من الاستثمار. الاستثمار في رأس المال البشري مهم في جميع نقاط الدورة الاقتصادية، ونقص المهارات يمكن بالتأكيد أن يزيد من البطالة. + تسهيل الحصول على فرص التعلم عن طريق جعلها أكثر وضوحا، وتقديم رؤية جديدة، وإزالة العقبات التي تحول دون الوصول، على سبيل المثال من خلال إنشاء المزيد من المراكز المحلية للتعلم. ان بذل جهود خاصة ضروري في هذا السياق لمجموعات مختلفة مثل الأقليات العرقية، والأشخاص ذوي الإعاقة أو الذين يعيشون في المناطق الريفية. + خلق ثقافة التعلم من خلال إعطاء دور أكبر للتعلم، سواء من حيث الصورة، وتقديم حوافز لأكثر الناس تحفظا على اختيار التعلم. + السعي إلى التميز من خلال تطبيق مراقبة الجودة ومؤشرات لقياس التقدم المحرز. بشكل ملموس، لا بد من توفير مبادئ توجيهية ومعايير وآليات يمكن من خلالها الاعتراف الإنجازات ومكافأتها.
أولويات للعمل على أساس ردود الفعل المتعلقة بالرسائل الرئيسية الستة للاتصالات تحدد ست أولويات للعمل: (1) تقييم التعلم، (2) توفير المعلومات والتوجيه والمشورة، (3) استثمار الوقت والمال في التعلم، (4) الجمع بين المتعلمين وفرص التعلم، (5) ضمان المهارات الأساسية و (6) استحداث طرق التدريس المبتكرة.
تقييم التعلم هو عنصر أساسي في خلق ثقافة التعلم وحققت المنطقة الأوروبية للتعلم مدى الحياة. هيئة الاتصالات تؤكد أن هناك حاجة إلى اتباع نهج شامل جديد سواء على الاعتراف المتبادل بالمؤهلات، وإلى تحديد وتقييم والاعتراف بالتعليم النظامي وغير النظامي من أجل تمكين الناس من مسارات التعلم الفردية المناسبة لاحتياجاتهم ومصالحهم. ويجب أن يستند هذا النهج على زيادة التعاون، وربما على أساس طوعي معايير الجودة الدنيا في التعليم والتدريب، وتهيئة الظروف لتحقيق الشفافية والثقة المتبادلة.
غيرها من إجراءات ملموسة نقاط رئيسية تشمل: + وسوف يعرض على اللجنة أيضا 'محفظة' النظام، الذي سيمكن المواطنين لتقديم قدراتهم ومؤهلاتهم في أي مكان في أوروبا. سيقوم النظام تشمل السيرة الذاتية الأوروبية. + كجزء من تعزيز البعد الأوروبي لخدمات المعلومات والتوجيه والمشورة، وستقوم لجنة إطلاق بوابة الإنترنت حول فرص التعلم، ويهدف إلى تحقيق فرص التعلم والمتعلمين معا، وجعل التعلم أكثر وضوحا. + وتحث اللجنة بنك الاستثمار الأوروبي لدعم التعلم مدى الحياة كجزء من مبادرة «الإبداع 2000». لتكملة هذا، يمكن للصندوق الاستثمار الأوروبي (EIF) يساعد على تحديد المخاطر تمويل رأس المال المخصصة لتنمية رأس المال البشري—على سبيل المثال من خلال دعم المؤسسات الصغيرة والمتوسطة الوصول إلى التعلم. + يمكن أن يستخدم الصندوق الاجتماعي الأوروبي (كلية العلوم التربوية)، والصندوق الأوروبي للتنمية الإقليمية (ERDF) لدعم التعلم مدى الحياة، كما يمكن للمبادرة EQUAL. في كلية العلوم التربوية على وجه الخصوص هو الأداة الرئيسية المجموعة المالية لدعم التعلم مدى الحياة.

## التعلم مدى الحياة في مجتمع التعلم
قد يكون ذلك على نطاق واسع المعرفة والتعلمالتي اتبعت طوال حياته: تعلم أن تكون مرنة ومتنوعة ومتاحة في أوقات مختلفة وفي أماكن مختلفة. التعلم مدى الحياة يعبر القطاعات، وتشجيع التعلم خارج المدرسة التقليدية وطوال حياة البالغين (أي في مرحلة ما بعد التعليم الإلزامي). ويستند هذا التعريف على جاك ديلور «الأربعة أركان» التعليم من أجل المستقبل.
- التعلم للمعرفة—اتقان أدوات التعلم بدلا من اكتساب المعرفة المنظمة.
- التعلم للعمل—تجهيز الناس لأنواع من العمل المطلوب في الحاضر والمستقبل بما في ذلك الابتكار والتكيف مع بيئات التعلم من العمل في المستقبل.
- التعلم للعيش معا، ومع الآخرين—حل النزاع سلميا، واكتشاف الآخرين وثقافاتهم، وتعزيز قدرة المجتمع المحلي، والكفاءة الفردية والقدرات، والمرونة الاقتصادية، والاندماج الاجتماعي.
- تعلم أن تكون—المساهمة في تطوير التعليم الشخص الكامل: العقل والجسم، والذكاء، والحساسية، والتقدير الجمالي والقيم الروحية

تعلم لتكون هي السمة المميزة لفيل بيتر المياه البيضاء الدائمة تعني «الحياة بصفة دائمة خارج منطقة الراحة الفرد». فيل يجادل بأن السبيل الوحيد لزعيم اليوم ليتعايش، وينجى، ويكون ناجح في عالم المياه البيضاء هو أن يصبح متعلم مستمر، والسؤال الأساسسي هو: «ماذا سيكون شكل التعلم في مثل هذه المياه البيضاء الدائمة؟»
ويتعزز ذلك من خلال «التعلم للتعلم».
يمكن التعلم مدى الحياة غرس الإبداع والمبادرة والقدرة على الاستجابة في الناس تمكينهم من إظهار القدرة على التكيف في مرحلة ما بعد المجتمع الصناعي من خلال تعزيز المهارات إلى:
- إدارة عدم اليقين.
- وضمن التواصل عبر الثقافات والأسر، والثقافات الفرعية والمجتمعات.
- صراعات التفاوض.

يتم التركيز على تعلم كيفية التعلم، والقدرة على الاستمرار في التعلم مدى الحياة.
مجتمع التعلم يبدو أبعد البيئات التعليمية الرسمية ويحدد نوعية التعلم وليس فقط للأفراد بل أيضا بوصفه عنصرا من عناصر الأنظمة.
اكتسب مفهوم المجتمع التعلم اعترافا كبيرا للأسباب التالية:
إذا التعلم يشمل حياة جميع الناس، بمعنى كل من فترة زمنية والتنوع، وجميع أفراد المجتمع، بما في ذلك الاجتماعية والاقتصادية فضلا عن مواردها التعليمية، ثم يجب علينا أن نذهب إلى أبعد من ذلك من إصلاح ضروري «لنظم التعليم» حتى نصل إلى مرحلة مجتمع التعلم.
مجتمع التعلم هو مجتمع متعلم، ملتزم لتحقيق المواطنة الفعالة والديمقراطية الليبرالية وتكافؤ
```
الفرص. هذا يدعم التعلم مدى الحياة ضمن أطر السياسة الاجتماعية في مرحلة ما بعد الحرب العالمية الثانية الديمقراطيات الاجتماعية. الهدف هو توفير فرص التعلم لتعليم الكبار لمواجهة تحديات التغيير والمواطنة. وضعت لدعم هذا المفهوم إلى حد كبير إلى الأمام من قبل المربين ليبرالية في المناطق الحضرية الصناعية في الشمال في الستينات والسبعينات.
```

## خصائص التعلم مدى الحياة
مفهوم التعلم مدى الحياة، تغطي مجموعة واسعة من قضايا التعليم والتدريب ويتحدث إلى جماهير مختلفة. المواضيع المشتركة ونقل في الأدب على التعلم مدى الحياة التعبير عن الخصائص الأربع التي تحول تعليم والتدريب "في مفهوم" التعلم مدى الحياة ".

### التعلم غير الرسمي
السمة الأولى من التعلم المستمر مدى الحياة هو أنه يشمل كلا من النوعين الرسمي وغير الرسمي والتعليم والتدريب. التعليم الرسمي ويشمل النظام المدرسي تنظيما هرميا الذي يمتد من المرحلة الابتدائية وحتى الجامعة والمدرسة مثل تنظيم برامج تم إنشاؤها في الأعمال للتدريب التقني والمهني في حين أن التعلم غير الرسمي يصف عملية مستمرة مدى الحياة بموجبها الأفراد اكتساب المواقف والقيم والمهارات والمعرفة من التجربة اليومية ويؤثر على الموارد التعليمية والبيئة في وظيفته، من العائلة والجيران، من العمل واللعب، من مكان السوق، والمكتبة ووسائل الإعلام.

### دوافع التعلم الذاتي
الموضوع الثاني المشترك للتعلم مدى الحياة هي أهمية لديهم دوافع ذاتية التعلم. هناك تركيز كبير على حاجة الأفراد إلى تحمل مسؤولية تعلمهم. لم يتم تعريف المتعلمين مدى الحياة وفقا لنوع من التعليم أو التدريب التي يشاركون فيها، ولكن من جانب الصفات الشخصية التي تؤدي إلى الاتجاه إلى التعلم مدى الحياة. كاساندرا باء وايت وشدد على أهميةموقع السيطرة والأداء الأكاديمي الناجح الخصائص الشخصية للأفراد الذين هم على الأرجح من المشاركة في التعلم، سواء بشكل رسمي أو غير رسمي طوال حياتهم، وقد اكتسبت:
- المهارات الضرورية والمواقف من أجل التعلم ومحو الأمية والمهارات الحسابية وخاصة.
- الثقة في التعلم، بما في ذلك شعور الاشتباك مع نظام التعليم والتدريب.
- والاستعداد والدافعية للتعلم.

على الرغم من التعليم والتدريب قد تكون لها فوائد اقتصادية للأفراد، فمن المسلم به أن الحوافز الاقتصادية وحدها ليست بالضرورة كافية لتحفيز الناس على الانخراط في التعليم والتدريب. وهناك مجموعة من العوائق تحفيزية يتعين تحديدها ومعالجتها من أجل تحفيز بعض الناس على المشاركة في التعليم والتدريب. في حين أن بعض هذه الحواجز اقتصادية، ويمكن التغلب عليها بالمساعدة المالية، ويتم ردع الكثير من الناس من الانخراط في التعليم والتدريب بسبب عوامل اجتماعية وشخصية.
- حدد مسح أسترالي من المشاركين في دورات تعليم الكبار مجموعة من العوامل المحفزة للقيام الناس تعلم الكبار، مثل:
- لرفع مستوى المهارات الوظيفية.
- لبدء النشاط التجاري.
- لمعرفة المزيد عن موضوع أو لتوسيع معارفهم.
- إلى التعرف على أشخاص جدد.
- لتطوير الثقة بالنفس.
- للانخراط في المجتمع.
- لتطوير المهارات الشخصية.
- المشاركة في الشبكات الاجتماعية.

من خلال الاعتراف مجموعة من العوامل التي تكون بمثابة الحافز على حد سواء، وعائقا أمام المشاركة في التعليم والتدريب، وسياسات التعلم مدى الحياة تميل إلى تشجيع المشاركة في التعلم لذاته وليس كوسيلة لوضع نهاية محددة (أي العمل). الهدف من المشاركة في التعلم وهكذا يبدو أن يكون أكثر أهمية من السبب. ويمكن رؤية هذا بمثابة اعتراف من مجموعة من العوامل التي تحفز الناس على المشاركة في التعليم النظامي وغير الرسمية الأخرى من، أو بالإضافة إلى والأهداف المفيدة.

### التعلم الذاتي
التعلم الذاتي هو السمة الثالثة للتعلم مدى الحياة. ويرتبط مفهوم التعلم الذاتي بخاصية التعلم بدافع ذاتي. تقديرا لتكاليف المشاركة في دعم المشاركة مدى الحياة في التعليم والتدريب. وتقرير الغرب يعرف المتعلم مدى الحياة هو الشخص الذي يتحمل المسؤولية عن العملية التعليمية الخاصة به والذي هو على استعداد لاستثمار الوقت والمال والجهد في التعليم أو التدريب على أساس مستمر.

### المشاركة الشاملة
هي السمة الرابعة للتعلم مدى الحياة هي الالتزام بالمشاركة العالمية في مجال التعليم والتدريب. في الدعوة إلى «التعلم مدى الحياة للجميع»، ترى منظمة التعاون الاقتصادي والتنمية (OECD) بأن المشاركة العالمية ضرورية لتلبية المطالب الاقتصادية للقرن الحادي عشر. فمفهوم المشاركة العالمية يشمل كلا من التعليم الرسمي وغير الرسمي لجميع الاهداف الاجتماعية والاقتصادية والشخصية. وتري أن المشاركة العالمية في التعلم مدى الحياة أمر ضروري لتحقيق التماسك الاجتماعي في وقت سريع التغير من حيث التغيرالاقتصادي والاجتماعي، ويقترح ديلور أربع خصائص للمتعلمين مدى الحياة التي من شأنها أن تكون ركائز لمجتمع التعلم:
1•تعلم لتفعل (اكتساب وتطبيق المهارات، بما في ذلك مهارات الحياة).
2•تعلم لتكون (تشجيع الإبداع وتحقيق الذات).
3*تعلم لتعرف (وهو نهج للتعلم يتسم بالمرونة).
4*تعلم العيش معا (ممارسة التسامح، التفاهم والاحترام المتبادل).

## مفهوم المؤسسات الدولية للتعلم مدى الحياة

### البنك الدولي
البنك الدولي يؤكد أن التعلم مدى الحياة أمر أساسي بالنسبة للأفراد لمواكبة سوق العمل العالمية المتغيرة باستمرار والتكنولوجيا. حيث يجب علي الناس أن تتكيف باستمرار مع الظروف المعيشية الجديدة والتكنولوجيا ومتطلبات العمل. وهذا يتطلب ضرورة التوعية بأهمية التعلم مدى الحياة وتعلم المهارات التي تساعد الفرد على التكيف مع العالم المتغير من أي وقت مضى. فنجد أن نهج البنك الدولي على التعلم مدى الحياة ينطوي على مزيج من الكفاءات. والبنك يحدد الكفاءات اللازمة للتعلم مدى الحياة على النحو التالي: بما في ذلك المهارات الأكاديمية الأساسية مثل القراءة والكتابة بلغة أجنبية والرياضيات والمهارات العلمية والقدرة على استخدام تكنولوجيا المعلومات والاتصالات. ويجب على العمال استخدام هذه المهارات بشكل فعال، والعمل بشكل مستقل والعمل في مجموعات غير متجانسة من الناحية الاجتماعية. ووفقا للبنك الدولي ينبغي للمتعلم مدى الحياة التصرف باستقلالية في وضع خطة الحياة والاستعداد للعمل في القوى العاملة.

### اليونسكو
اليونسكو تدعم رؤية أكثر إنسانية للتعلم مدى الحياة مقارنة بالبنك الدولي ومنظمة التعاون والتنمية. وقد ركز خطاب اليونسكو للتعلم مدى الحياة على التنمية الكاملة للفرد. وقد دعا تقرير 1972 ليكون عالم التعليم اليوم وغدا ويقول إن التركيز ينبغي أن ينصب على تعلم كيفية التعلم وليس على مطابقة التعليم واحتياجات سوق العمل ويقول التقرير «إن الهدف من التعليم هو تعليم الرجل لنفسه وتحمل التحفيز الدائم إلى الرغبة في تعلم وتدريب نفسه» حيث إن وجهة نظر التقرير هو أن حب التعلم يخلق الرغبة في التعلم مدى الحياة والحفاظ على مجتمع التعلم وبالتالي فإن الهدف من التعلم المستمر مدى الحياة هو إعطاء الناس القدرة على ممارسة الرقابة الديمقراطية على التنمية الاقتصادية والعلمية والتكنولوجية.
ولكن في عام 1990، غاب هذا النهج عن اليونسكو بخصوص التعلم مدى الحياة وهو ما يتضح في تقريرها لعام 1996 على التعلم مدى الحياة بعنوان: يجب كسب ذلك الكنز المكنون. فهذا التقرير يحدد كيفية التكيف مع التغيرات في التكنولوجيا.

### منظمة التعاون الاقتصادي والتنمية
منظمة التعاون والتنمية في الميدان الاقتصادي والتعلم مدى الحياة تؤكد أن التعلم لابد ان يستمر طوال حياة الشخص. فالتعليم الرسمي يسهم في التعلم تصوره منظمة التعاون الاقتصادي والتنمية.
أولا: أنه يقدم وجهة نظر منهجية التعلم لأنه يدرس الطلب والعرض، فرص التعلم.
ثانيا: فإنه يؤكد على مركزية المتعلم والحاجة إلى المبادرات التي تهدف إلى تنوع احتياجات المتعلم. ويمثل هذا تحولا من الاهتمام من جانب العرض من التعلم إلى جانب الطلب.
ثالثا: نهج يركز على الدافع للتعلم ويلفت الانتباه إلى التعلم الذاتي.
رابعا: فإنه يشدد على أهداف متعددة في السياسة والتعليم والتي تشمل النتائج الاقتصادية والاجتماعية والثقافية وكذلك تطوير الشخصية والمواطنة.

### الاتحاد الأوروبي
ووفقا للمفوضية الأوروبية بالنسبة للتعلم مدى الحياة فإن حجم التغيير الاقتصادي والاجتماعي الحالي والتحول السريع إلى مجتمع قائم على المعرفة والضغوط الديمغرافية كلها تحديات تتطلب أساليب جديدة في التعليم والتدريب وذلك في إطار التعلم مدى الحياة. وبالتالي يعرف التعلم مدى الحياة على انه: هو كل أنشطة التعلم المقامة مدي الحياة وذلك بهدف تحسين المعرفة والمهارات والكفاءات. وتأمل المفوضية الأوروبية لتمكين المواطنين من التنقل بحرية بين البيئات التعليمية. وبالتالي فانه يركز على التعلم مدى الحياة من التعليم قبل المدرسي حتى بعد التقاعد («من المهد إلى اللحد») ويشمل جميع أشكال التعليم (الرسمي وغير الرسمي).و عن طريق مبادرةالمفوضية الأوروبية للتعلم مدى الحياة يمكن للناس في جميع مراحل حياتهم ان يشاركوا في تحفيز خبرات التعلم وكذلك المساعدة في تطوير قطاع التعليم والتدريب في مختلف أنحاء أوروبا.

## التعلم مدى الحياة في الدول النامية
فبينما توجد مناقشات حول التعلم مدى الحياة في العالم بأسره فهناك وجهات نظر أخرى ذات صلة بهذا الموضوع والتي ينظر إليها في جميع أنحاء العالم.و كان هناك تركيز خاص على المجتمعات الأفريقية لممارسة مبادئ التعلم مدى الحياة بحيث لا تتعلق هذه القيم بالسوق التنافسية العالمية أو القوة الفردية، فالمجتمع الأفريقي الآن أكثر وعيا بالعولمة ويتسم بالمرونة في طريقة التكيف مع العالم، وخير مثال هو البعد الروحي الذي يجعل الفرد في مركز الحياة المجتمعية.

### التعلم مدى الحياة فيأفريقيا
التعلم مدى الحياة في أفريقيا كمفهوم رؤية محددة على النحو التالي: إن أحد الأهداف الأساسية للتعلم المستمر مدى الحياة هو المواطنة الديمقراطية وربط الأفراد والجماعات في كل من النشاط الاجتماعي والسياسي والاقتصادي.
بالمقارنة مع المفاهيم الأوروبية لمدى الحياة فهناك بعض الاختلافات: أولا يتم وضع المواطنة الديمقراطية في المقدمة. ثانيا يتم تضمين الأفراد والجماعات في الجمهور المستهدف. ثالثا يتم توصيل الناس إلى السياقات المحلية والعالمية. ويمكن ان تكون أفريقيا هي الوسيط داخل العالم الأوسع. ونجد أن أهمية التعلم مدى الحياة هي الوفاء بمسؤولياتنا في العمل ورفع مستوى المدرسين والتعامل مع التغيرات في المجتمع والتكنولوجيا ومن أجل التصدي بفعالية لفيروس نقص المناعة البشرية ومرض الإيدز.
ولقد نشرت هذه السياسة الوطنية التي تلت ذلك على تعليم الكبار في عام 2003 من قبل وزارة الرياضة والتعليم والثقافة. بحيث يكون هدفها الأول هو خلق «أمة متعلمه»، مؤكدا أن الشعب يجب أن يكون متعلم إذا أردنا أن نحقق رؤيتنا للتحرر من الفقر والجهل والجوع والمرض. ويجب أن نطبق مبدأ النزاهة الأكاديمية، والتعليم عالي الجودة، وتوفير الفرص المتكافئة، وتطوير المزيد من الفرص للتعلم المرن داخل وخارج الحرم الجامعي بحيث يكون متاح للجميع.
ونجد رواندا في مقدمة الدول الافريقيه التي تهتم بجميع مؤسسات التعليم العالي لدعم الأهداف الاجتماعية والاقتصادية والسياسية. بحيث يتم تطبيق مبدأ النزاهة الأكاديمية، والتعليم عالي الجودة، وتوفير الفرص المتكافئة، والسعي الدائم لتوفير فرص للتعلم داخل وخارج الحرم الجامعي.و تري رواندا ان التميز في التعليم والتعلم هو مركز جميع أنشطتها. ولذلك تهتم بزيادة أعضاء هيئة التدريس مع تقديم وسائل كافية لتقديم خدمات ذات جودة عالية.
السياق العالمي من أجل التعلم والتعليم
- إنشاء المجلس الوطني للتعليم العالي بمعاييردولية.
- تزايد التركيز على المرونة والتعلم مدى الحياة.
- التغيرات الهيكلية في البرامج الأكاديمية الناشئة عن وضع إطار للائتمان.
- زيادة التركيز على تنمية المهارات الشخصية لضمان أن خريجينا لديهم الخبرة الكافيه والتي تؤهلهم للعمل.
- أشكال جديدة من التعلم الناجمة عن التطورات في تكنولوجيا المعلومات والاتصالات وغيرها من تكنولوجيات التعلم عن بعد والتعلم المخلوطة.
- الحاجة إلى زيادة توفير المجتمع لجزء من الوقت والعمل القائم على التعلم، والتعلم بما في ذلك الطلاب خارج الحرم الجامعي.

التعلم مدى الحياة في شرق أفريقيا
فالعديد من دول شرق أفريقيا في حاجة إلى ذلك الجانب لضمان تطوير مهاراتهم بما يتناسب مع الاحتياجات المتغيرة للمجتمع حيث أن العديد من البلدان الافريقيه ليست متقدمة بعد مثل دول العالم الأول. وكثير من الناس تسعى لتحسين قاعدتها المعرفية في أفريقيا استنادا إلى القضايا الجديدة الناشئة من اجل الحفاظ على عقولهم حادة وتحسين ذاكرتهم ولزيادة الثقة بالنفس مع العائلات والأصدقاء. وبذلك يمكنان يكون التعلم مدى الحياة تجربة مجزية أكثر وأكثر خصوصا في الوقت الحاضر لأن الوسائل لبلوغ المعرفة هي أكثر وضوحا ومفتوحة مع ظهور تكنولوجيا المعلومات والاتصالات.

## الطريقة المتغيرة التي يتعلم بها الناس مدى الحياة

### «التعلم مدى الحياة التقليدي»
المعرفة تتكون من أنواع مختلفة وهي:
- معرفة عن: الأحداث الجديدة.
- معرفة تمهيدية: للقيام بقيادة سيارة أو لحل مشكلة رياضيه أو لحل كود برنامج.
- معرفة أن تكون: قادرا على ربط المعرفة بالإنسانية، أن تكون طبيبا أو عالم، أن تكون شخص أخلاقي، ان تتواصل مع الآخرين، أن تشعر.
- معرفة مكان: بحيث تستطيع إيجاد المعلومات عند الحاجة، ان تبحث علي شبكة الإنترنت.
- معرفة أن تتحول: ان تتعاون وان تتماشى مع الواقع.

ان النظم التعليمية التقليدية والتي يكون المدرس فيها هو المصدر الوحيد للمعرفة انظمه غير جيده، فهذه الانظمه تجعل الدارسين غير قادرين علي حل المشاكل الصعب حيث يعتمد فيها الدارس علي التلقين. ولذلك يجب الاهتمام بان يصل مفهوم التعلم مدي الحياة لقطاع أكبر من الناس وذلك ليتمكنوا من مواكبة العصر وأيضا لابد الا يرتبط مفهوم التعلم عن بعد بالسن. ونجد ان مفهوم التعلم مدي الحياة يختلف عن النموذج التقليدي في نواح كثيرة. حيث ان المعلمين والدارسين بمثابة الوسطاء بدلا من ناقلي المعرفة ويتم وضع المزيد من التركيز على التعلم بالممارسة والتفكير بشكل خلاق وايجابي.
إن نموذج التعلم مدى الحياة يمكن المتعلمين من اكتساب المزيد من المهارات الجديدة التي يتطلبها اقتصاد المعرفة وذلك فضلا عن المهارات الأكاديمية التقليدية. ففي غواتي مالا على سبيل المثال نجد ان المتعلمين الذين علموا انفسهم قد تحسنت مهاراتهم وسلوكياتهم. وفي المملكة المتحدة لقد درس المتعلمون مهارات التفكير في مجال العلوم مما جعلهم قادرين علي تحسين مهاراتهم في مواضيع أخرى بمرور الوقت.

### التعليم التقليدي
- المعلم هو مصدر المعرفة.
- المتعلم يتلقي المعرفة من المعلم.
- المتعلمين يعملون في جماعات ويعلمون بعضهم البعض.
- إتقان الطلاب لمجموعة من المهارات.
- يعد المعلم مصدر المعرفة.
- المعلم يتبع أسلوب التعلم مدي الحياة.
- يتعلم الناس عن طريق العمل.
- يقوم المعلمون بتطوير خطط التعلم الفردي.
- مساعدة الناس في الحصول على فرص التعلم مدى الحياة.
- التعلم هو موضع التطبيق.

## إستراتيجيات التعلم مدى الحياة
يجب علي البلدان التي تود ان تطبق إستراتيجيات التعلم مدي الحياة ان تاخذ في اعتبارها خمسة اشياءوهي:
- أولا الاعتراف بكل أشكال التعلم، وليس فقط من المقررات الرسمية الدراسة.
- ثانيا أهمية تطوير المهارات الأساسية التي هي أوسع من تلك التي تم تحديدها تقليديا بأنها المركزية بما في ذلك الدافع وخاصة القدرة على التعلم الذاتي.

الأدلة الدولية تظهر بوضوح أن الناس من دون مؤهلات ثانوية عليا ومهارات القراءة والكتابة هم الأقل احتمالا في المشاركة في مزيد من التعليم والتدريب. ان ثقافة التعلم مهمة لتعزيز تعليم الكبار، وأن أحد العوامل الهامة هي درجة اقتناع الحكومات والشركاء الاجتماعيين للحاجة إلى تحديث وتطوير مهارات الكبار.
- ثالثا هناك تركيز على إعادة صياغة الأولويات والوصول إلى العدالة في سياق مدى الحياة والتي تبحث في الفرص المتاحة للأفراد في جميع أنحاء دورة الحياة. وثمة من يقول بأن الاقتصاديات القائمة على المعرفة لا نستطيع أن نستثني جزء كبير من سكانها من الوصول إلى موارد التعليم والتعلم. علاوة على ذلك، إن عدم المساواة في المجتمع غالبا ما يثير المشاكل بسبب عدم التفاهم المتبادل والتكيف داخل المنظمات في المجتمع في مجمله وعلى العملية الديمقراطية.
- رابعا لقد شددت منظمة التعاون والتنمية علي أهمية النظر في تخصيص الموارد في جميع القطاعات بحيث يمكن للمرء أن يضيف الحوافز التي تناسب مختلف المشاركين ومدي التأثير المحتمل لمثل هذه الحوافز على النتائج من حيث التعلم مدى الحياة.
- خامسا شرط للتعاون في مجال وضع السياسات وتنفيذها فيما بين مجموعة واسعة من الشركاء بما في ذلك وزارات أخرى من التعليم